# Cirilo Tadeus Cardoso Filho
Cirilo Tadeus Cardoso Filho, noto solo come Cirilo (San Paolo, 20 gennaio 1980), è un ex giocatore di calcio a 5 brasiliano naturalizzato russo.

## Carriera
Avendo giocato solamente alcuni incontri amichevoli con il Brasile all'inizio della carriera, Cirilo ha potuto in seguito rappresentare sportivamente la Russia, paese di cui ottenne la cittadinanza durante la sua lunga militanza nella Dinamo Mosca. 

## Palmarès

### Competizioni nazionali
- Campionato russo: 9
Dinamo Mosca: 2004-05, 2005-06, 2006-07, 2007-08, 2010-11, 2011-12, 2012-13, 2015-16, 2016-17
- Coppa di Russia: 8
Dinamo Mosca: 2004, 2008, 2009, 2010, 2011, 2013, 2014, 2015
- Supercoppa di Russia: 2003

### Competizioni internazionali
- Coppa UEFA: 1

2006-2007

### Individuale
- Capocannoniere della Super League: 1

2009-10 (26 reti)